# Адвекція (метеорологія)
Адвекція (лат. advectio — доставка) — перенесення повітря та його властивостей (температура, вологість) в горизонтальному напрямку, на противагу конвекції (вертикальному переносу). Адвекція холодних і теплих, сухих і вологих повітряних мас грає важливу роль в метеорологічних процесах, вона важливий погодоутворюючий чинник. Атмосферні явища, що виникають внаслідок адвекції, називають адвективними (адвективні тумани, грози, приморозки та інше).
Часто термін використовують для опису горизонтального переносу окремих властивостей атмосферного повітря, наприклад адвекція внутрішньої енергії, ентальпії повітря (тепла, холода), водяної пари, момент імпульсу, тиску, швидкості.
У гідромеханиці замість терміна адвекція використовується синонімічний йому термін конвекція. Конвекція в гідромеханиці позначає масоперенос за допомогою молекулярної, або вихрової дифузії, а адвекція — загальний потік рідини (в трубі, каналі). В океанології та метеорології під адвекцією розуміють саме переміщення мас в горизонтальній площині без переміщування. Атмосферна ж конвекція — це вертикальне переміщування водних та повітряних мас.